# Horst Nickel
Horst Nickel (ur. 4 marca 1934 w Oberhofie, zm. 10 lutego 2023) – niemiecki biathlonista reprezentujący NRD. W 1961 roku wystartował na mistrzostwach świata w Umeå, zajmując 22. miejsce w biegu indywidualnym i szóste w drużynie. Na rozgrywanych rok później mistrzostwach świata w Hämeenlinna zajął 17. miejsce w biegu indywidualnym i piąte w drużynie. Brał również udział w igrzyskach olimpijskich w Squaw Valley w 1960 roku, zajmując 17. miejsce w biegu indywidualnym. Nigdy nie wystąpił w zawodach Pucharu Świata.
Po zakończeniu kariery został trenerem.

## Osiągnięcia

### Igrzyska olimpijskie
| Rok  | Miejscowość  | Konkurencje | Konkurencje | Konkurencje | Konkurencje | Konkurencje | Konkurencje | Konkurencje |
| Rok  | Miejscowość  | IN          | SP          | PU          | MS          | RL          | MR          | SR          |
| ---- | ------------ | ----------- | ----------- | ----------- | ----------- | ----------- | ----------- | ----------- |
| 1960 | Squaw Valley | 17.         | nd.         | nd.         | nd.         | nd.         | nd.         | –           |

### Mistrzostwa świata
| Rok  | Miejscowość | Konkurencje | Konkurencje | Konkurencje | Konkurencje | Konkurencje | Konkurencje | Konkurencje |
| Rok  | Miejscowość | IN          | SP          | PU          | MS          | RL          | MR          | SR          |
| ---- | ----------- | ----------- | ----------- | ----------- | ----------- | ----------- | ----------- | ----------- |
| 1961 | Umeå        | 22.         | nd.         | nd.         | nd.         | 6.          | nd.         | –           |
| 1962 | Hämeenlinna | 17.         | nd.         | nd.         | nd.         | 5.          | nd.         | –           |